# Vochysia pauciflora
Vochysia pauciflora là một loài thực vật có hoa trong họ Vochysiaceae. Loài này được Steyerm. miêu tả khoa học đầu tiên năm 1966.